# Nik Cohn
Nik Cohn (Londres, 1946) es un escritor especializado en crítica de Rock, es considerado como el padre de la crítica de rock, gracias al libro Awopbopaloobop Alopbamboom (Una historia de la música pop), el cual lo escribió a la edad de 22 años a finales de los 60s. Es el hijo del historiador Norman Cohn. A partir de entonces ha seguido publicando regularmente artículos, novelas y libros sobre música.
Cuando hizo una reseña de Tommy, la Opera Rock, del grupo The Who le dijo a los miembros del grupo que el álbum podía ser mejorado. Conociendo los miembros del grupo que Cohn era un fanático del pinball, Pete Townshend sugirió que el personaje. que era ciego, retrasado y sordo, fuera al mismo tiempo un excepcional jugador de pinball. La opinión de Cohn sobre el álbum mejoró de inmediato y Townshend escribió "Pinball Wizard" y lo integró al álbum.
En 1975 escribió el artículo "Ritos tribales del nuevo sábado por la noche", que fue publicado en New York Magazine y fue la fuente original para realizar la película "Fiebre de Sábado por la noche".
A principios de los 80, fue juzgado por  tráfico de drogas al importar lo equivalente a 4 millones de dólares de heroína proveniente de India. Realizando un trato con el fiscal y en intercambio de su testimonio lo condenaron solamente a cinco años de libertad condicional y fue multado con 5,000 dólares.
Actualmente es un columnista en The Guardian.